# Shingo Yamamoto
Shingo Yamamoto (山本进悟?) es un administrador de la estación de gas de Tokio. Es la única persona que ha participado en todas las competiciones SASUKE, y la única persona que ha intentado la primera y segunda versión de la Etapa Final. Por lo general compite en la camisa uniforme del gas estación y la tapa (siempre con Esso / Mobil branding), sino que solo ha competido sin él 4 veces (SASUKE 1, 4 28 y 29)

## Antecedentes personales
Mucho se ha hablado de la carrera de Yamamoto y éxitos personales. Estos incluyen sus promociones en la estación de servicio Hasegawa, donde se inició como un jinete del gas en el 1.er Concurso. Se convirtió en gerente antes de la sexta y fue anunciado como gerente de distrito en el 17. Sus logros personales incluyen su matrimonio después de la quinta competencia y la construcción de su casa en Tokio, con un curso de formación de Sasuke. También es el único competidor de participar en los 29 tournements de Sasuke
De los 28 torneos que ha entrado, ha pasado la primera etapa 15 veces, la segunda etapa 11 veces, y la tercera etapa dos veces. Él es uno de los cuatro competidores que han llegado a la etapa final más de una vez. A pesar de su récord, él y Toshihiro Takeda es el único All-Stars de nunca haber usado # 99 o # 100, a pesar de que se ha gastado grandes cantidades en numerosas ocasiones después de SASUKE 3. Yamamoto también compitió en Viking, en su defecto el mástil Swing, el siguiente obstáculo a la última en la primera etapa después de que sus pies tocaron el agua.

## Los primeros éxitos
En los primeros años de la serie, se creía que era una de las personas con más probabilidad de ganar el concurso. Llegó hasta el deslizador de la tubería en su segunda aparición, en SASUKE 3. En el 3.er Concurso, logró llegar a la fase final por primera vez y se acercó a solo unos 4 metros cortos. En SASUKE 4 luchó en la Maruta balanceo y dolorosamente falló la Hashi Yureru. En la quinta competencia, a pesar de tener una lesión en el hombro izquierdo antes de la segunda etapa, era el único hombre para vencer a la segunda etapa (con solo alrededor de 0,3 segundos en el reloj) y llegar a la tercera etapa. Llegó hasta el último obstáculo, el deslizador de tuberías, pero no aterrizó a la lona. Él había allanado el camino para una tasa de finalización del 100% en la segunda etapa; en 6 SASUKE sin embargo cayó sobre la Maruta balanceo en la primera fase.
En el Concurso séptimo, él era la única persona para llegar a la etapa final. Sin embargo, su intento terminó casi de inmediato cuando se dislocó el hombro apenas unos segundos después de comenzar la subida Spider. En el 9 º Concurso, regresó a la Etapa 3. Él terminó la parte principal de los dados sordo, pero aterrizó mal sobre la plataforma y se cayó. En SASUKE 8 y 10 SASUKE, actuó mal, el tiempo de espera en Rope Climb la primera etapa en ambas competiciones.
Entre el 11 y el 17 SASUKE, Yamamoto siempre llegó a la tercera etapa. Sin embargo, nunca llegó más allá de la Cliffhanger, en su defecto hay en SASUKE 11 y 12 SASUKE. En SASUKE 13 que se desactive la etapa primera, pero el tiempo de espera en la elevación de la pared.
En SASUKE 14 iba a vengarse de la elevación de la pared y no la cortina Cling en la tercera etapa. En SASUKE 15 casi no abriría la primera etapa con 3,88 segundos restantes. En la segunda etapa se aclaró con el mejor tiempo de 10,1 segundos. En la tercera etapa se cayera desde el principio la Proposición Cuerpo que había pasado en el torneo anterior. En SASUKE 16 actuó mal cuando casi se cae de la Maruta Sandan balanceo y Puente de la Cruz, y cuando llegó a la Jump Cuelgue sus pies rozando el agua. En SASUKE 17 iba a caer una vez más en la Proposición cuerpo.

## Shin-SASUKE
Durante Shin-SASUKE (la era después de Nagano Makoto 's kanzenseiha), sus resultados han sido mediocres ya que ha fracasado la Primera Etapa 5 veces consecutivas. En SASUKE 18, logró llegar lejos en la primera etapa. Pero al tratar de llegar a la red de la Chute Volar, su mano no alcanzó la cuerda y cayó al agua. En SASUKE 19, mostró una velocidad decente (quedar atrapados en el laberinto de Polo), pero aterrizó mal sobre la Araña de salto y cayó al agua.
En SASUKE 20, su carrera fue perfecta hasta que el ataque de Half-Pipe. Llegó a la cuerda, pero al aterrizar, no pudo mantener el equilibrio y se cayó del lado de la colchoneta. En SASUKE 21, él se vengó la derrota de los últimos dos torneos y lo hizo de nuevo a la Chute vuelo. Tenía un montón de tiempo (casi un minuto completo), pero no tuvo suficiente impulso para alcanzar la red por debajo de la tolva del vuelo. Con el tiempo, su pie rozó el agua, y fue eliminado.
En SASUKE 22, de nuevo su carrera fue perfecta hasta el ataque de Half-Pipe. Una vez más, venció a la parte principal del obstáculo, pero cayó en el agua en el tablón de conectar el ataque Half-Pipe al Kabe Soritatsu, aparentemente sin advertir que el camino estaba orientada de manera diferente de los torneos anteriores.
Por último, en SASUKE 23, Yamamoto fue capaz de borrar la primera etapa. Añadió a este éxito la limpieza de la segunda etapa con poco tiempo que perder. Sin embargo, al tratar de los Anillos Arm, primer obstáculo de la Tercera Etapa, Yamamoto volvió a lesionar su hombro, y él se dio por vencido el obstáculo para evitar una lesión mayor.
Mantener su registro de asistencia perfecta intacto, Yamamoto asistió SASUKE 24. Actuó bien hasta el ataque Half Pipe, un obstáculo que le ha dado todo tipo de problemas en el pasado. Yamamoto ha cometido un error común de no haber puesto un pie en la plataforma de ataque Pipe Medio y retrocediendo hacia la pared, esto ocurrió dos veces, hasta que finalmente aterrizó en la plataforma. Le tomó varios intentos para despejar el Kabe Soritatsu y sabía que no tenía tiempo suficiente para despejar el escenario cuando llegó el salto de Slider. Moviendo muy lentamente por el resto de su carrera, que en última instancia, el tiempo de espera antes de que pudiera intentar la escalera de cuerda. Esto trajo primero Yamamoto recuento de fallos etapa a 11.

## Kanzen Renovación
Aún manteniendo su récord de asistencia perfecta intacto, Yamamoto fue a SASUKE 25 e hizo el mejor partido de los All-Stars en esa competencia. Tenía pequeñas luchas en la primera etapa, pero se aclaró con 6,85 segundos restantes. En la segunda etapa, mostró una actuación digna de un All-Star en los primeros obstáculos. En el nuevo diseño del tanque de balance, trató de saltar a mitad de la pista como lo había hecho en torneos anteriores; Sin embargo, no pudo agarrar la cuerda y fracaso. Sin embargo, esta es su primera vez Shingo convertido en el más lejano de los All-Stars desde SASUKE 7 y la primera vez que a falta de la segunda etapa desde SASUKE 13.
En SASUKE 26, Yamamoto usó # 94 y fue uno de los tres All-Stars para asistir. Durante el torneo, se aclaró los dos primeros obstáculos con facilidad. Sin embargo, en el Escargot del balanceo, perdió el equilibrio y no hay chocante. Fue su primer fracaso, ya que a falta de la revista Rolling Maruta en SASUKE 6.
En SASUKE 27 Yamamoto usó # 81. Se tomó su venganza en el Escargot balanceo y realizó todo el camino hasta el Puente de Spinning donde cayó en la última bola. Fracasó en el mismo obstáculo el siguiente torneo, terminando su carrera SASUKE (RISING es el torneo de jubilación de los All-Stars).